# Viviès
Viviès é uma comuna francesa na região administrativa de Occitânia, no departamento de Ariège. Estende-se por uma área de 4,4 km². Em 2010 a comuna tinha 135 habitantes (densidade: 30,7 hab./km²).